# 阿基坦盆地
阿基坦盆地（法語：Bassin aquitain）是法国仅次于巴黎盆地的第二大中生代及新生代沉積盆地，涵盖了法国西南部的大部分地区，面积达66000平方千米。该盆地得名于其所在的阿基坦。 
阿基坦盆地的结晶基底形成于华力西造山运动时期，在二叠纪逐渐变平，然后在三叠纪初期进入沉降阶段。在阿基坦亚盆地的两个子盆地——帕朗蒂斯盆地（bassin de Parentis）与亚比利牛斯盆地（bassin sous-pyrénéen），基底被11000米的沉积物覆盖。 

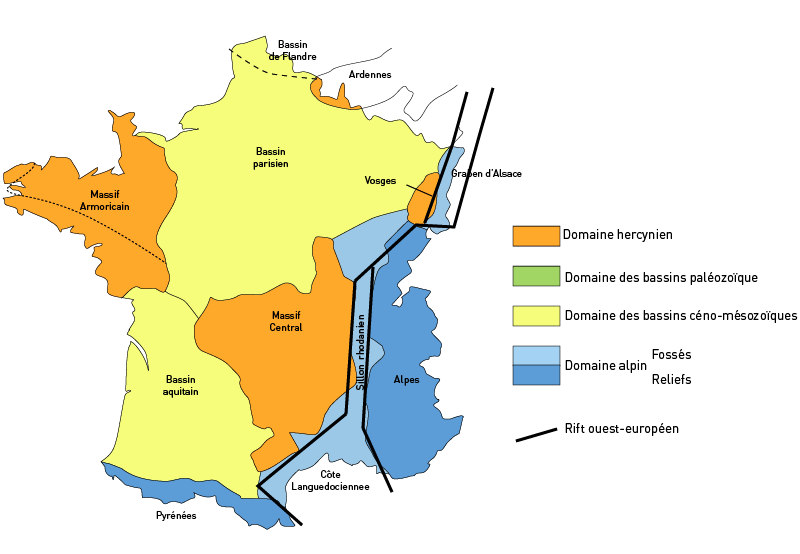
法国的地质区域，阿基坦盆地位于左下角。